# سید علی خرم
سید علی خرم دیپلمات ایرانی و سفیر و نمایندهٔ دائم ایران در دفتر سازمان ملل در ژنو است.
خرم فارغ‌التحصیل دانشگاه‌های آمریکا و ایران در رشته‌های فیزیک هسته‌ای، حقوق بین‌الملل و روابط بین‌الملل است.
او پس از انقلاب هب وزارت امورخارجه پیوست و به عنوان اولین کاردار ایران در لیبی شروع به فعالیت کرد. وی به عنوان سفیر در چین و سفیر و نمایندهٔ دائم ایران در دفتر سازمان ملل در ژنو نیز فعالیت داشته است و به عنوان رئیس هیئت مدیره کمیساریای عالی پناهندگان (۲ سال)، نایب رئیس کنوانسیون جهانی کنترل دخانیات (۲ سال)، رئیس گروه دولت‌ها در هیئت مدیره سازمان بین‌المللی کار(۱ سال)، سفیر در کنفرانس خلع سلاح هسته‌ای (۴ سال)، رئیس کمیسیون سیاسی کنفرانس جهانی نژادپرستی سازمان ملل متحد – دوربان یک (۲ سال) نیز سابقه فعالیت دارد.
خرم از منتقدان سیاست خارجی ایران دراول انقلاب و نگاه حاکم بر آن دروان بوده و در این مورد چنین می‌گوید:
«درکشور ما از سال ۵۷ در پرتو انقلاب تصوراتی شکل گرفت که می‌توان گفت اشتباه بوده است. البته این تصورات به عقیده برخی انقلابیون درست به نظر می‌رسید. این در حالی است که بخش عمده‌ای از سیاست خارجی تخصصی است و یک فن‌وعلم محسوب می‌شود
نقد او از سیاست خارجی انقلاب مورد انتقاد جناح اصول گرا قرار گرفت.
او در انتخابات ریاست جمهوری در سال ۱۴۰۳ از مسعود پزشکیان حمایت کرد.